# Lewis Morley
Lewis Frederick Morley (født 16. juni 1925, død 3. september 2013) var en britisk fotograf .

## Liv og levned
Morley blev født i Hong Kong af engelske og kinesiske forældre og blev interneret i Stanley Internment Camp under den japanske besættelse af Hong Kong mellem 1941 og 1945, da han blev løsladt og emigrerede til Det Forenede Kongerige med sin familie. Han studerede på Twickenham Art School i tre år og tilbragte tid som maler i Paris i 1950'erne.
Måske bedst kendt for sine fotografier af Christine Keeler og Joe Orton, Morley begyndte sin karriere med opgaver for magasiner som Tatler. Han var også en succesfuld teaterfotograf for over 100 West End-produktioner. Hans reklamefotografier til Beyond The Fringe-revyen (1961) omfattede en undersøgelse af rollebesætningen Peter Cook, Dudley Moore, Alan Bennett og Jonathan Miller som blev brugt til showets bedst sælgende LP-cover.
Morley emigrerede til Australien i 1971 med sin kone Patricia og søn Lewis, hvor han boede i det indre vest for Sydney. Han lavede studie- og kommercielt arbejde med at fotografere arkitektur og mad til magasiner som Belle og arbejdede med indretningsarkitekter og stylister som Babette Hayes og Charmaine Solomon indtil hans pensionering i 1987. I 1989 samarbejdede han med fotografikurator Terence Pepper om at iscenesætte sit første museumsretrospektive i Londons National Portrait Gallery og donerede efterfølgende alle de billeder, der blev trykt til udstillingen som en del af et større arkiv af hans arbejde. Hans første selvbiografi Black and White Lies blev udgivet i 1992.
I midten af 1990'erne vovede Morley sig ind i galleribranchen, da han åbnede The Lewis Morley Photographers Showcase. Idet galleriet omfavner den store tradition med fotografiske saloner, præsenterede galleriet arbejdet fra en række lokale fotografer fra en række genrer.[kilde mangler]
I 1999 optrådte Lewis Morley i serien Contemporary Australian Photographers. Den blev fulgt i 2003 med udgivelsen af en film, Lewis Morley, photographer,om hans liv og en udstilling Myself and Eye på National Portrait Gallery i Canberra.
I 2006 blev en omfattende udstilling, der viser 50 års Lewis Morleys arbejde, vist på Art Gallery of New South Wales. Med titlen Lewis Morley: 50 Years of Photography omfattede udstillingen 150 af hans værker, der dækkede mode, teater og reportage, hvoraf mange aldrig var set før.
Morley døde i september 2013, 88 år gammel. Hans arkiv blev efterfølgende doneret til National Media Museum i Bradford, England.

## Yderlig læsning
- Lewis Morley: Photographer of the Sixties (1989), London: National Portrait Gallery. (Exhibition catalogue with texts by Terence Pepper and David Mellor) ISBN 1-85514-003-9
- Lewis Morley (2006) with Interview by Judy Annear and essay by Barry Humphries. Sydney: Art Gallery of New South Wales, ISBN 0-7347-6393-X. (Exhibition Catalogue)
- Lewis Morley (1992), Black and White Lies. Sydney: ETT. ISBN 0 207 17644 2. (Autobiography)
- Lewis Morley (1998), From the series: Contemporary Photographers, Australia:4, Text by Paul Burrows. ISBN 0-646-30587-5
- Lewis Morley: I to Eye. Sydney: T&G Publishing, 2011. ISBN 9780977579082. (Retrospective)